# Hundsgrotte
Die Hundsgrotte oder Hundehöhle, italienisch Grotta del Cane, ist eine zu der Gruppe der Mofetten zählende Lavahöhle in den Phlegräischen Feldern, westlich von Neapel. Die Höhle ist etwa 8 bis 9 Meter lang und am Eingang 2 Meter hoch und 1,1 Meter breit. Der Boden fällt nach hinten ab, so dass der Eingang der höchste Punkt der Höhle ist.
Durch vulkanische Aktivitäten tritt am Höhlenboden Kohlenstoffdioxid aus, das sich auf Grund der höheren Dichte am Boden sammelt und wegen der Höhlenneigung auch nicht abfließen kann. Die Konzentrationen der Luft am Höhlenboden betragen etwa 67,1 % bis 73,6 % Kohlenstoffdioxid und 26,4 % bis 21,1 % Stickstoff. Diese hohen Kohlenstoffdioxid-Konzentrationen wirken erstickend, sodass kleinere Tiere wie etwa Hunde, die sich nahe dem Boden befinden, ersticken können. Von diesem Phänomen leitet sich der Name der Höhle ab.
Nach dem Zweiten Weltkrieg wurde die Grotte zugemauert und war somit nicht mehr zugänglich. Inzwischen ist die Vermauerung wieder entfernt und die Grotte durch ein Stahlgitter gegen Unfälle gesichert.